# Krst pod Triglavom – Baptism
Pour les articles homonymes, voir Baptism.
Albums de Laibach
Opus Dei
(1987) Sympathy for the Devil
(1988)
Krst pod Triglavom – Baptism de son titre complet Krst pod Triglavom - Baptism Below Triglav est un album de Laibach, sorti le 16 novembre 1986.

## Historique
Krst pod Triglavom constitue la bande son d'une pièce de théâtre créée par la troupe Scipion Nasice, l'une des composantes du NSK (Neue Slowenische Kunst) avec Laibach et IRWIN. Scipion Nasice n'avait été créé que pour une durée de 4 ans, comme spécifié dans son manifeste The Sister Letter, et s'auto-détruisit en 1987.
Le titre « Krst Pod Triglavom » peut être traduit en français par « Baptême sous le Triglav », le Triglav étant un sommet emblématique des Alpes slovènes. C'est un symbole national que l'on retrouve d'ailleurs sur le drapeau du pays.
La première de la pièce Krst Pod Triglavom se déroule à Ljubljana le 6 février 1986. La musique de Laibach y remplace les dialogues. Si Krst pod Triglavom s'intéresse aux affrontements entre les derniers païens slovènes et les tribus catholiques de Germanie, l'identité slovène y est particulièrement mise en avant. L'album contient des collages de divers compositeurs classiques, tels que Wagner ou Carl Orff, mais aussi le chant des partisans slovène « Počiva jezero v tihoti ». Dans le titre « Hostnik », disponible seulement sur la version vinyle, on peut entendre un sample du morceau « Ohm, Sweet Ohm » de Kraftwerk.
La première édition de cet album sort sous la forme d'un coffret contenant deux LPs ainsi qu'un livret. L'illustration s'inspire du graphisme des pochettes du label Deutsche Gramophon.

## Liste des titres
Tous les titres sont de Laibach sauf mentions.

### Version CD
| No  | Titre                      | Durée |
| --- | -------------------------- | ----- |
| 1.  | Jezero/Valjhun/Delak       | 11:00 |
| 2.  | Koža                       | 3:57  |
| 3.  | Jägerspiel                 | 7:25  |
| 4.  | Bogomila - Verführung      | 3:54  |
| 5.  | Wienerblut                 | 7:00  |
| 6.  | Črtomir                    | 4:51  |
| 7.  | Jelengar                   | 2:41  |
| 8.  | Apologija Laibach          | 12:24 |
| 9.  | Herzfeld (John Heartfield) | 4:48  |
| 10. | Krst, Germania             | 12:50 |
| 11. | Rdeči pilot                | 1:00  |

### Version LP
Il existe une version sous la forme d'un coffret 2xLP, comprenant deux posters et un livret de 16 pages. Une version 2xLP classique est aussi disponible.
| A1. | Hostnik           |       |
| A2. | Jezero / Der See  | 11:00 |
| A3. | Valjhun / Waldung | 3:57  |
| A4. | Delak             | 7:25  |
| A5. | Koža / Die Haut   | 3:53  |

| B1. | Jägerspiel            | 7:00 |
| B2. | Bogomila - Verführung | 4:50 |
| B3. | Wienerblut            | 2:41 |

| C1. | Crtomir, Jelengar | 12:23 |
| C2. | Apologija Laibach | 4:48  |

| D1. | Herzfeld                     |       |
| D2. | Krst / Die Taufe, Germania   | 12:50 |
| D3. | Rdeci Pilot / Der Rote Pilot | 01:00 |

## Versions
| Type | Label                                  | Référence                 | Année | Pays      |
| ---- | -------------------------------------- | ------------------------- | ----- | --------- |
| LP   | Walter Ulbricht Schallfolien, Sub Rosa | WULP 005-6, SUB 33006/7-9 | 1987  | Allemagne |
| LP   | Walter Ulbricht Schallfolien, Sub Rosa | WULP 006.7, SUB 33006/7-9 | 1988  | Belgique  |
| CD   | Sub Rosa                               | SUBCD 001-9               | 1988  | Belgique  |